# 綠片岩
綠片岩（英語：greenshcist）是在區域變質作用中产生的最低的溫度和壓力条件下形成的變質岩。通常變質環境為 300–450 °C (570–840 °F) 和 2–10 千巴 (14,500–58,000 psi)。綠片岩通常含有豐富的綠色礦物，例如綠泥石、蛇紋石和綠簾石，以及片狀礦物，例如白雲母和片狀蛇紋石。 綠片岩具片理結構。 其他常見礦物包括石英、正長石、滑石、碳酸鹽礦物和角閃石（陽起石）等。
绿片岩是变质岩或蚀变岩浆岩的通用岩石学术语。 在欧洲，有时也使用绿岩（prasinite）一词指代绿片岩。绿岩（greenstone）有时指绿片岩，但也可以指代没有任何片理的岩石，如玄武岩（spilite）。 不过，如果原生辉石没有转变为绿泥石或阳起石，玄武岩可能仍然是黑色的，因而无法被称之为绿岩。 

## 岩石学
绿片岩的定义是含有绿泥石、绿帘石或阳起石等矿物的岩石，这些矿物赋予绿片岩绿色的外观。绿泥石通常具有以绿泥石和阳起石为主组成的鳞片状、线状或片状纹理。 绿片岩的粒度由于其矿物组成通常较细。 绿泥石和阳起石通常以扁平或针状的小晶体的形式存在于绿片岩中。
绿岩（greenstone）则是一个野外术语，指任何块状的，由于在其中形成了与绿片岩成分相同的矿物而获得了绿色的外观的黑云母火山岩，无论岩石是否具有片理。该术语还被用来描述苏格兰煤岩层组中的火成岩侵入体、大不列颠地区在早侏罗世时代形成的富含绿泥石的泥岩、或软玉和其他带绿色的宝石。
綠片岩相中的岩石礦物成分，会根據原岩而有所不同。
玄武岩：綠泥石 + [[陽起石 + 鈉長石 +/- 綠簾石
超鎂鐵礦：[[綠泥石 + 蛇紋石 +/- 滑石 +/- 透閃石 +/- 透輝石 +/- 水鎂石
泥質岩：石英 +/- 鈉長石 +/- 鉀長石 +/- 綠泥石、白雲母、石榴石、葉蠟石 +/- 石墨
鈣矽酸鹽：方解石 +/- 白雲石 +/- 石英 +/- 雲母、方長石、矽灰石等。